# ایوا (فیلم ۲۰۱۸)
ایوا (انگلیسی: Eva) یک فیلم به کارگردانی بنوآ ژکو است که در سال ۲۰۱۸ منتشر شد. از بازیگران آن می‌توان به ایزابل هوپر، گاسپار اولیل، و ریشار بری اشاره کرد.